# Igor Sikorsky
Igor Sikorsky (Russisch: Игорь Иванович Сикорский, Igor Ivanovitsj Sikorskij) (Kiev, 25 mei 1889 – Easton (Connecticut) (Verenigde Staten), 26 oktober 1972) was een Russisch-Amerikaans luchtvaartpionier, die verscheidene belangrijke bijdragen heeft geleverd aan de ontwikkeling van de luchtvaart. Zo ontwierp hij de eerste vliegtuigen die door vier motoren werden aangedreven. Na zijn emigratie naar de Verenigde Staten bleef hij vliegtuigen bouwen, maar verwierf vooral bekendheid als pionier van de helikopterindustrie.

## Levensloop
Sikorsky werd in Kiev (destijds behorend tot het Russisch Keizerrijk) geboren in het gezin van Ivan Sikorsky, bekende arts en lid van het Kievse Genootschap van Russische Nationalisten. Ook was hij diep gelovig en lid van de Russisch Orthodoxe kerk. 
Sikorsky kwam al op jonge leeftijd op het idee om een helikopter te bouwen, daarbij geïnspireerd door de ontwerpen van Leonardo da Vinci. Hij studeerde van 1903 tot 1906 aan de Marineschool in Sint-Petersburg en van 1907 tot 1909 in Kiev aan het Polytechnisch Instituut. Deze studies voltooide hij echter niet.
In 1909 en 1910 bouwde hij twee prototypes van een helikopter, maar deze mislukten omdat hij geen motor tot zijn beschikking had die zowel licht als sterk genoeg was. Hierna hield hij zich bezig met meer conventionele vliegtuigen, waarmee hij meer succes had. Zijn belangrijkste resultaten waren Russki Vitjaz en Ilja Moeromets, zware bommenwerpers met vier motoren. Dit waren de eerste vliegtuigen met meerdere motoren. Ze werden veelvuldig ingezet tijdens de Eerste Wereldoorlog. Op 13 mei 1913 was hij zelf testpiloot voor de eerste vlucht.
Na het uitbreken van de Russische Revolutie vluchtte Sikorsky, aanvankelijk naar Parijs, maar uiteindelijk naar New York, waar hij op 30 maart 1919 aankwam. Wegens het einde van de Eerste Wereldoorlog was er in de vliegtuigindustrie niet veel werk, en daarom werkte hij in eerste instantie als leraar. Geholpen door een aantal uit Rusland geëmigreerde vrienden richtte Sikorsky in 1923 de Sikorsky Aero Engineering Company op. In 1929, één jaar na zijn naturalisatie tot Amerikaan, werd het bedrijf opgekocht door United Aircraft. Dit bedrijf fabriceerde onder meer de S-29, een passagiersvliegtuig voor 14 passagiers, en de S-38, een amfibisch verkeersvliegtuig dat belangrijke diensten deed op vluchten tussen Noord- en Zuid-Amerika.
In de jaren dertig vatte Sikorsky zijn oude droom van het bouwen van een helikopter weer op, en op 14 september 1939 was hij zelf piloot van de eerste vlucht van zijn helikopter, de Vought-Sikorsky VS-300. In 1941 werden de eerste helikopters gekocht door het Amerikaanse leger, maar in de Tweede Wereldoorlog werden ze nog weinig gebruikt. Tijdens de Korea-oorlog en de Vietnamoorlog speelden helikopters echter een belangrijke rol. Het door Sikorsky opgerichte bedrijf is tot op heden de meest toonaangevende fabrikant van helikopters. Sikorsky zelf ging in 1957 met pensioen.

## Externe link

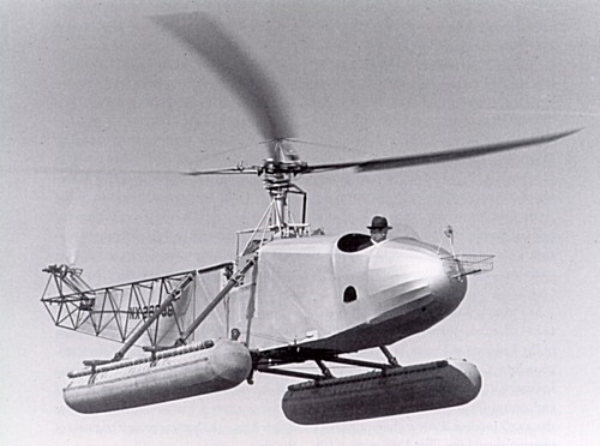
De VS-300

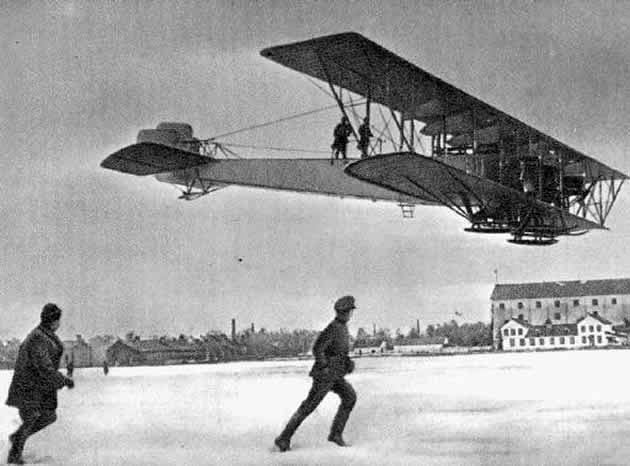
De viermotorige Ilya Muromets